# Segon govern del Consell del País Valencià
El segon govern del Consell del País Valencià fou el gabinet executiu esdevingut després de la primera remodelació efectuada l'1 de novembre de 1979 al si del Consell del País Valencià presidit per Josep Lluís Albinyana i Olmos (PSPV-PSOE). El canvi va afectar la conselleria de Transport i Benestar Social que va incorporar al conseller José Galán Peláez en substitució d'Emèrit Bono i Martínez, ambdós pel Partit Comunista del País Valencià (PCE-PCPV).
El govern va estar conformat per consellers provinents dels partits que havien aconseguit representació per les circumscripcions valencianes a les eleccions generals de 1977 (el PSPV-PSOE, UCD, PCE-PCPV, AP i PSP) més els consellers (sense cartera o competències que gestionar) per designació de les diputacions provincials.

## Composició[2]
| Presidència                   | Partit |
| ----------------------------- | ------ |
| Josep Lluís Albinyana i Olmos |        |

| Conselleria                                | Conseller                     | Partit |
| ------------------------------------------ | ----------------------------- | ------ |
| Conselleria d'Economia i Hisenda           | Javier Aguirre de la Hoz      |        |
| Conselleria d'Interior                     | Fernando Vidal Gil            |        |
| Conselleria d'Educació i Ciència           | Josep Lluís Barceló Rodríguez |        |
| Conselleria d'Obres Públiques i Urbanisme  | Antoni Garcia Miralles        |        |
| Conselleria de Treball                     | Joan Lerma i Blasco           |        |
| Conselleria d'Indústria i Comerç           | Leonardo Ramón Sales          |        |
| Conselleria d'Agricultura                  | Enric Monsonís Domingo        |        |
| Conselleria de Turisme                     | Alberto Jarabo Payá           |        |
| Conselleria de Sanitat i Seguretat Social  | Manuel Sánchez Ayuso          |        |
| Conselleria de Cultura                     | José Beviá Pastor             |        |
| Conselleria de Transport i Benestar Social | José Galán Peláez             |        |
| Conseller sense cartera per Alacant        | Bernardo Heredia Gutiérrez    |        |
| Conseller sense cartera per Castelló       | Luis Ramón Martínez Pérez     |        |
| Conseller sense cartera per València       | Ignacio Docavo Alberti        |        |